# شركة هاوس فوودز
شركة هاوس فوودز (بالإنجليزية: House Foods Group Inc) هي واحدة من أكبر شركات تصنيع الأغذية والعلامات التجارية في اليابان. بدأت في عام 1913 في أوساكا باسم "أوراكامي شوتن"، وبدأت ببيع الكاري في عام 1926.